# Tschagguns
Tschagguns település Ausztria legnyugatibb tartományának, Vorarlbergnek a Bludenzi járásában található. Területe 57,67 km², lakosainak száma 2 147 fő, népsűrűsége pedig 37 fő/km² (2014. január 1-jén). A település 685 méteres tengerszint feletti magasságban helyezkedik el.
A település részei: 
- Tschegga
- Krista
- Nira
- Lochmühle
- Latschau
- Lantschisott
- Bitschweil
- Ganzenahl
- Zelfen
- Bödmenstein
- Mauren

## Fordítás
- Ez a szócikk részben vagy egészben  a   Tschagguns című angol Wikipédia-szócikk ezen változatának fordításán alapul.  Az eredeti cikk szerkesztőit annak laptörténete sorolja fel. Ez a jelzés csupán a megfogalmazás eredetét és a szerzői jogokat jelzi, nem szolgál a cikkben szereplő információk forrásmegjelöléseként.